# Design 19
Design 19 je debutní studiové album švédské gothic metalové kapely Sundown. Vydáno bylo v roce 1997 hudebním vydavatelstvím Century Media Records, nahráno ve studiu Studioomega vlastněným bubeníkem Christianem Silverem.
Album de facto navazuje na závěrečnou tvorbu kapely Cemetary. Mathias Lodmalm napsal všechny texty.
Ke skladbě 19 byl natočen videoklip.

## Seznam skladeb
1. Aluminium – 3:52
2. 19 – 3:44
3. Judgement Ground – 3:58
4. Voyager (instrumentální) – 1:56
5. Synergy – 3:27
6. As Time Burns  – 2:37
7. Don't Like to Live Today  – 3:31
8. Slither – 3:48
9. Emotional – 2:48
10. 112 / Ghost in the Machine (instrumentální) – 4:24

## Sestava
- Mathias Lodmalm - kytara, vokály, klávesy
- Johnny Hagel - baskytara, klávesy
- Christian Silver - bicí